# Varanus komodoensis
Il varano di Komodo (Varanus komodoensis Ouwens, 1912), chiamato anche drago di Komodo, è una lucertola gigante diffusa nelle isole indonesiane di Komodo, Rinca, Flores, Gili Motang e Gili Dasami. Appartenente alla famiglia dei Varanidi, è la più grossa specie di lucertola vivente, potendo raggiungere in rari casi 3 m di lunghezza e circa 70 kg di peso. Le sue dimensioni inconsuete sono state attribuite al gigantismo insulare, dal momento che nelle isole in cui vive non vi è nessun altro carnivoro a occupare la sua nicchia.
Tuttavia, ricerche recenti più accurate suggeriscono che il drago di Komodo sia l'ultimo rappresentante di una popolazione relitta di Varanidi molto grandi che un tempo erano diffusi tra l'Indonesia e l'Australia, la maggior parte dei quali, insieme ad altri rappresentanti della megafauna, si estinse al termine del Pleistocene. Fossili molto simili al V. komodoensis, risalenti a più di 3,8 milioni di anni fa, sono stati rinvenuti in Australia; invece su Flores, una delle poche isole indonesiane in cui sopravvive tuttora, le dimensioni del varano di Komodo sono rimaste invariate negli ultimi 900.000 anni, «un periodo segnato da importanti avvicendamenti faunistici, dall'estinzione della megafauna dell'isola e dall'arrivo dei primi ominidi 880.000 anni fa».
Grazie alle sue dimensioni, questa lucertola domina sugli ecosistemi in cui vive. Cattura le sue prede, invertebrati, uccelli e mammiferi, sia inseguendole che tendendo loro imboscate. Le sue tattiche di caccia di gruppo costituiscono un'eccezione nel mondo dei rettili. La dieta degli esemplari più grandi è costituita essenzialmente da cervi, sebbene consumino anche considerevoli quantità di carogne. In passato si credeva che la pericolosità del suo morso fosse dovuta ad una saliva spesso sporca di sangue, dato che i suoi denti sono quasi interamente ricoperti di tessuto gengivale, che si lacera quando mastica, territorio ideale per lo sviluppo di alcuni batteri patogeni. Adesso è però stata dimostrata la presenza di due ghiandole velenifere nella mascella inferiore, anche se Kurt Schwenk, un biologo evoluzionista dell'Università del Connecticut, ritiene che potrebbe usarle per altri scopi.
Tende a mordere la preda e seguirla per giorni in attesa della morte per infezione.
L'accoppiamento avviene tra maggio e agosto e le uova vengono deposte in settembre. Le uova, circa una ventina, vengono deposte in nidi abbandonati di megapodio, uccelli che costruiscono grossi nidi con mucchi di vegetazione marcescente, o in cavità scavate appositamente. Rimangono in incubazione per sette od otto mesi e si schiudono in aprile, quando gli insetti sono più numerosi (nutrimento dei piccoli varani). I giovani draghi di Komodo sono molto vulnerabili e per questo motivo trascorrono gran parte del tempo sugli alberi, fino a circa l'età di tre anni, al sicuro dai predatori e dagli adulti cannibali. Divengono maturi all'età di otto o nove anni e si stima che possano vivere fino a 30 anni.
Gli scienziati occidentali avvistarono per la prima volta il drago di Komodo nel 1910. Da allora, le sue grosse dimensioni e la sua spaventosa reputazione lo hanno reso un ospite molto popolare degli zoo. In natura il suo areale si è però ridotto a causa delle attività umane e per questo motivo viene inserito dalla IUCN tra le specie in pericolo. Gode però della completa protezione da parte della legge indonesiana e per garantirne la sopravvivenza è stato istituito un apposito parco nazionale, il parco nazionale di Komodo.

## Etimologia
Il drago di Komodo è noto anche come varano di Komodo o, nella letteratura scientifica, varano dell'isola di Komodo, sebbene quest'ultimo nome venga utilizzato solo raramente. I nativi di Komodo lo chiamano ora, buaya darat (coccodrillo di terra) o biawak raksasa (varano gigante).
Il nome "Varanus komodoensis" deriva dall'isola indonesiana di Komodo, dove la specie fu scoperta per la prima volta dagli scienziati occidentali. La specie è comunemente nota come drago di Komodo ed è la più grande specie vivente di lucertola al mondo.
Fu in seguito alla spedizione di W. Douglas Burden del 1926 che il nome "Varano di Komodo" si diffuse negli ambienti scientifici occidentali.

## Storia evolutiva
La storia evolutiva del drago di Komodo ebbe inizio con la comparsa del genere Varanus, avvenuta circa 40 milioni di anni fa in Asia; da lì alcune specie si sono successivamente spostate fino a raggiungere l'Australia. Circa 15 milioni di anni fa, una collisione tra Australia e Sud-est asiatico permise ai Varanidi di raggiungere quello che oggi è l'arcipelago indonesiano, estendendo il loro areale verso est, fino all'isola di Timor. Si ritiene che il drago di Komodo si sia differenziato dai suoi antenati australiani 4 milioni di anni fa. Tuttavia, recenti resti fossili ritrovati in Queensland suggeriscono che si sia evoluto in Australia, prima di diffondersi in Indonesia. Il notevole abbassamento del livello dei mari durante l'ultimo periodo glaciale mise allo scoperto estese aree di piattaforma continentale che il drago di Komodo colonizzò, rimanendo isolato nel suo attuale areale insulare non appena il livello dei mari salì di nuovo.

## Descrizione

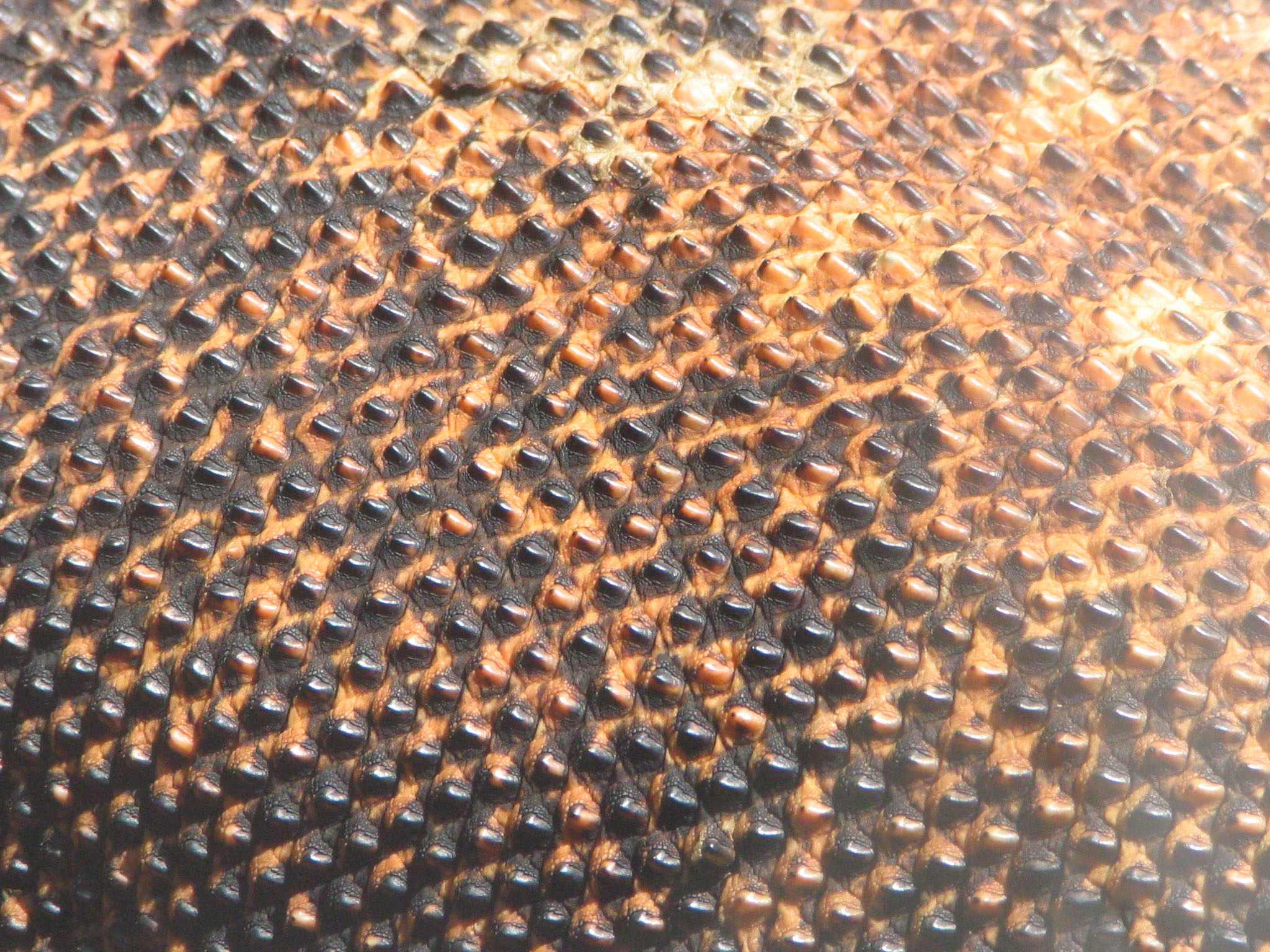
Primo piano della pelle di un drago di Komodo

In natura, gli esemplari di drago di Komodo pesano solitamente intorno ai 70 kg, sebbene quelli in cattività pesino spesso di più. Il più grande esemplare selvatico di cui siamo a conoscenza era lungo 3,13 m e pesava, con lo stomaco pieno di cibo non digerito, 166 kg. Il drago di Komodo ha una coda lunga quanto il corpo e circa 60 denti serrati tra loro, rimpiazzati frequentemente, che possono misurare fino a 2,5 cm di lunghezza. La sua saliva è spesso sporca di sangue, poiché i suoi denti sono quasi completamente ricoperti da tessuto gengivale che si lacera da sé quando l'animale mangia. Ciò crea un ideale terreno di coltura per i batteri patogeni che vivono nella sua bocca. Ha inoltre una lunga lingua gialla profondamente biforcuta.

### Sensi
Malgrado le aperture auricolari ben visibili, il drago di Komodo non è dotato di buon udito ed è in grado di udire solamente suoni compresi tra i 400 e i 2000 hertz. Il suo sguardo può spingersi fino a 300 m di distanza, ma, poiché le sue retine contengono solamente coni, si ritiene che abbia una visione notturna molto scarsa. È in grado di vedere i colori, ma visualizza molto male gli oggetti immobili.
Come molti altri rettili, il drago di Komodo usa la lingua per localizzare, assaporare e annusare gli stimoli esterni con il senso vomeronasale dell'organo di Jacobson. Con l'aiuto del vento favorevole e la sua abitudine di spostare, mentre cammina, la testa da un lato all'altro, il drago di Komodo è in grado di individuare una carogna a 4-9,5 km di distanza. Le narici non sono di grande aiuto all'olfatto, dal momento che l'animale non è dotato di diaframma. Ha solamente poche papille gustative, situate sul retro della gola. Le sue squame, alcune delle quali rinforzate con tessuto osseo, hanno placche sensorie connesse a nervi che facilitano il senso del tatto. Quelle attorno a orecchie, labbra, mento e piante dei piedi possono avere tre o più placche sensorie.
In passato si riteneva che il drago di Komodo fosse sordo, poiché nel corso di uno studio effettuato in natura gli esemplari osservati non davano alcun segno di risposta a fischi, voci alte o grida. Questa ipotesi venne messa in discussione quando Joan Proctor, una dipendente del Giardino Zoologico di Londra, insegnò ad un esemplare in cattività di uscire allo scoperto al suono della sua voce, perfino quando non poteva essere vista.

## Biologia

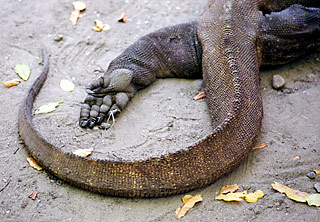
Primo piano di una zampa e della coda di un drago di Komodo

Il drago di Komodo predilige luoghi caldi e secchi e generalmente vive in distese erbose secche, savane e foreste tropicali di pianura. Essendo ectotermo, è più attivo durante il giorno, sebbene manifesti anche una certa attività notturna. Di abitudini solitarie, si unisce ad altri membri della stessa specie solo per riprodursi e divorare una preda. È in grado di correre rapidamente, effettuando brevi sprint a velocità di 20 km all'ora, di immergersi fino a 4,5 m di profondità e, quando è giovane, di arrampicarsi agilmente sugli alberi, grazie ai robusti artigli. Per raggiungere prede al di fuori della sua portata, può reggersi in piedi sulle zampe posteriori, sostenendosi con la coda. Negli esemplari adulti, però, gli artigli vengono usati prevalentemente come armi, poiché le grosse dimensioni rendono loro impossibile arrampicarsi. Le punte e i bordi seghettati dei denti del drago di Komodo sono rivestiti da uno strato di ferro.
Per nascondersi, il drago di Komodo, con le sue robuste zampe anteriori e i suoi artigli, si scava cavità che possono misurare 1–3 m di larghezza. A causa delle grosse dimensioni e dell'abitudine di dormire in queste cavità, è in grado di conservare calore corporeo per tutta la durata della notte e di minimizzare i periodi di attività mattutini. Va a caccia nelle ore pomeridiane, ma trascorre i momenti più caldi della giornata in luoghi ombrosi. Queste particolari aree di sosta, situate soprattutto su scogliere spazzate dalla fresca brezza marina, vengono marcate con escrementi e sono prive di vegetazione. Esse servono anche da posizione strategica per tendere agguati ai cervi.

### Alimentazione

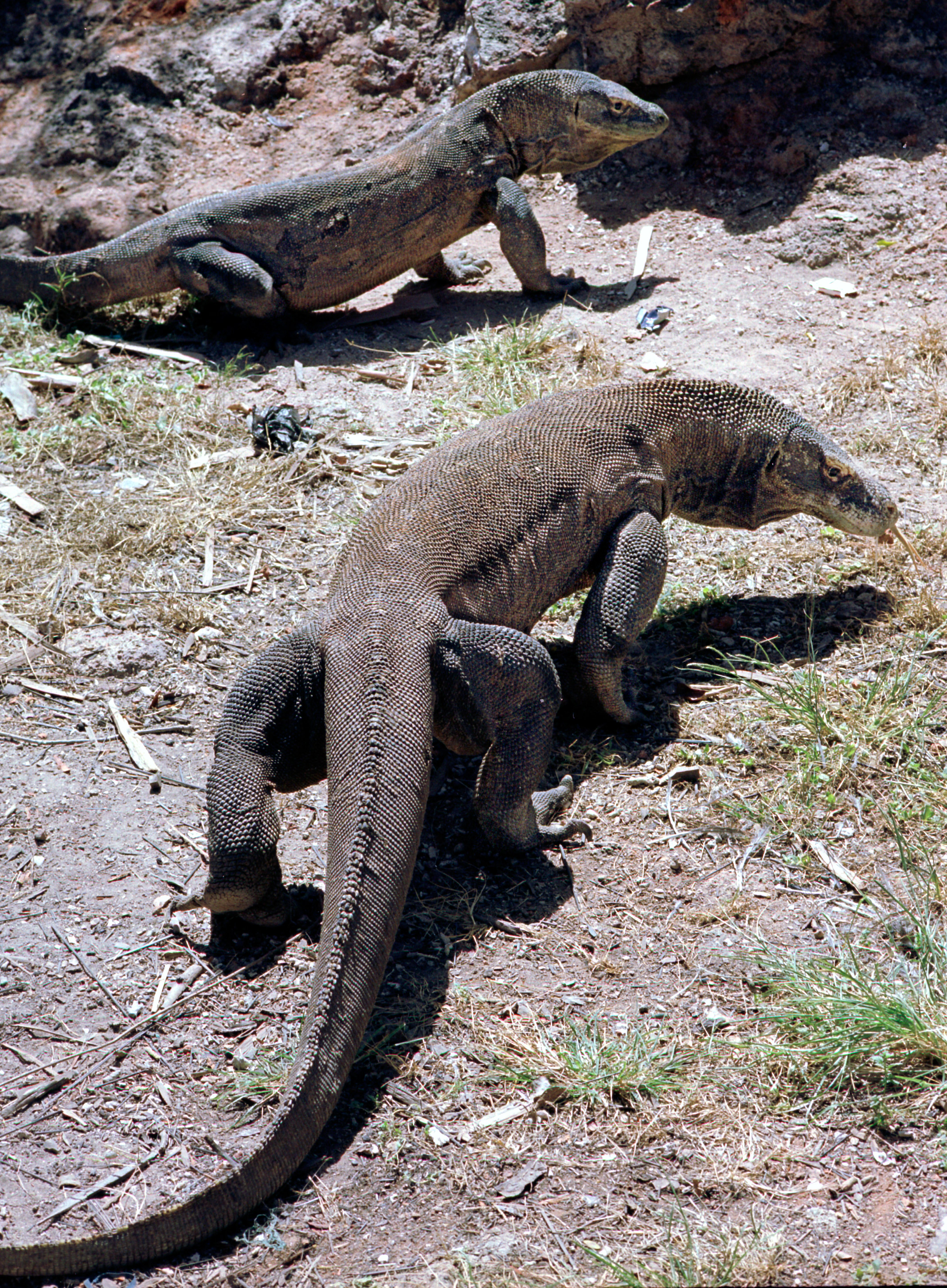
Draghi di Komodo su Rinca

Il drago di Komodo è carnivoro. Sebbene si nutra soprattutto di carogne, cattura anche animali vivi tendendo loro imboscate. Quando una possibile preda si avvicina abbastanza al luogo dell'agguato, il drago la attacca rapidamente, afferrandola all'addome o alla gola. È in grado di localizzare prede facendo affidamento all'acuto senso dell'olfatto, grazie al quale può individuare un animale morto o moribondo fino a 9,5 km di distanza. Alcuni esemplari sono stati visti scaraventare a terra grossi maiali e cervi con un colpo della loro robusta coda.
Il drago di Komodo mangia staccando grossi pezzi di carne e inghiottendoli interi, mentre trattiene la carcassa con le zampe anteriori. Grazie alla mascella poco articolata, al cranio flessibile e allo stomaco espandibile può inghiottire anche intere prede delle dimensioni di una capra. Generalmente scarta il contenuto vegetale di stomaco e intestini. Le copiose quantità di saliva rossa prodotte aiutano il drago a lubrificare il cibo, ma l'ingestione della preda è sempre un processo piuttosto lungo (per inghiottire una capra, infatti, il drago impiega 15-20 minuti). Per velocizzare il processo il drago può cercare di premere la carcassa contro un albero, sì da forzarla in gola, talvolta spingendo così forte da sradicare l'albero. Per non soffocare, mentre ingerisce una preda il drago respira tramite un piccolo tubo situato sotto la lingua, connesso ai polmoni. Dopo aver mangiato in una sola volta una quantità di cibo pari all'80% del suo peso corporeo, si dirige verso una località soleggiata per favorire la digestione, dal momento che il cibo potrebbe marcire e provocare infezioni se rimanesse indigerito troppo a lungo. Grazie al loro basso metabolismo, i draghi più grossi possono sopravvivere mangiando solo 12 volte all'anno. Dopo la digestione, il drago di Komodo rigurgita una massa di corna, peli e denti nota come borra gastrica, ricoperta da muco maleodorante. Una volta rigurgitata la borra, strofina il muso nella polvere o tra gli arbusti, facendo ipotizzare che, come gli esseri umani, non sopporti l'odore delle proprie escrezioni.

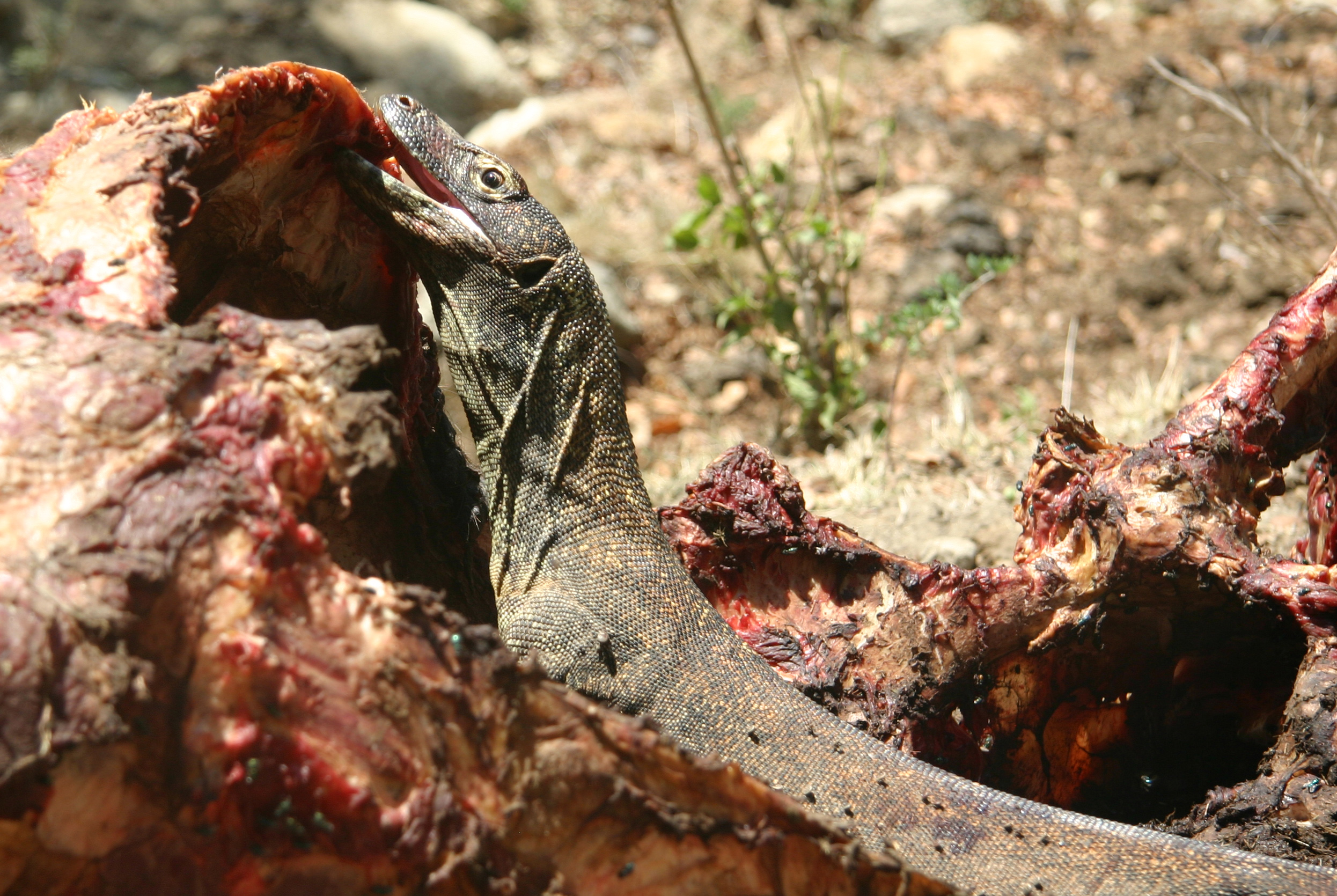
Un giovane drago di Komodo fotografato a Rinca mentre divora la carcassa di un bufalo d'acqua

Durante il pasto, gli esemplari più grandi mangiano per primi, mentre quelli più piccoli seguono un particolare ordine gerarchico. Quando i grossi maschi fanno valere i loro diritti, quelli più piccoli manifestano la loro sottomissione con il linguaggio del corpo e sibili rumorosi. Quando due draghi sono delle stesse dimensioni possono ingaggiare una sorta di combattimento «wrestling». Di solito i perdenti si ritirano, ma in alcuni casi vengono uccisi e divorati dai vincitori.

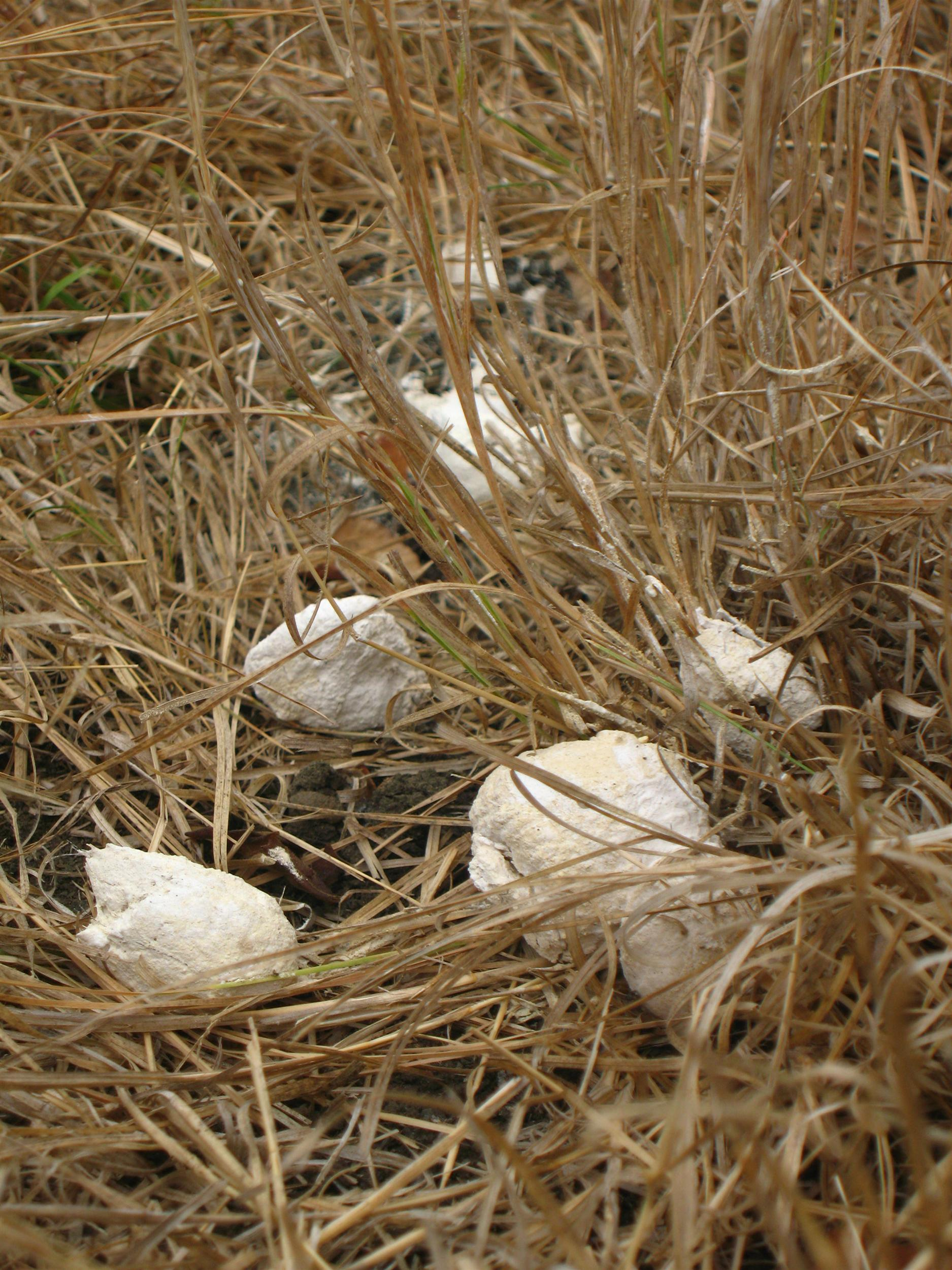
Gli escrementi del drago di Komodo sono quasi sempre bianchi poiché il loro stomaco non è in grado di digerire il calcio presente nelle ossa degli animali divorati

La dieta del drago di Komodo è molto varia e comprende: invertebrati, altri rettili (compresi gli esemplari più piccoli della propria specie), uccelli e loro uova, piccoli mammiferi, scimmie, cinghiali, capre, cervi, cavalli e bufali d'acqua. Gli esemplari giovani mangiano insetti, uova, gechi e piccoli mammiferi. Occasionalmente divora anche esseri umani, sia vivi che morti, disseppellendone i cadaveri dai cimiteri. Questa abitudine ha costretto gli abitanti di Komodo a spostare i loro cimiteri da terreni sabbiosi a quelli argillosi, nonché a collocare sopra i corpi sepolti pile di pietre per scoraggiare le lucertole. Secondo il biologo evoluzionista Jared Diamond, il drago di Komodo potrebbe aver sviluppato dimensioni così grandi per catturare gli ormai estinti elefanti nani del genere Stegodon, che un tempo vivevano a Flores.
Poiché il drago di Komodo non è dotato di diaframma, non può suggere acqua mentre beve e nemmeno lapparla con la lingua. Invece, beve raccogliendo una sorsata d'acqua, per poi inclinare la testa facendo sì che l'acqua scenda in gola.

### Saliva

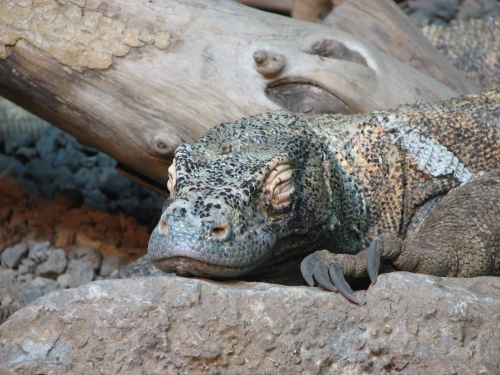
Un drago di Komodo mentre dorme. I suoi grossi artigli ricurvi vengono usati per combattere e mangiare.

Auffenberg scoprì che la saliva del drago di Komodo (da lui descritta come «rossastra e copiosa») ospitava numerosi agenti patogeni, soprattutto batteri come Escherichia coli, Proteus morgani, P. mirabilis e varie specie dei generi Staphylococcus e Providencia. Egli notò che questi germi, che potevano essere presenti nelle bocche degli esemplari selvatici, scomparivano dalle bocche degli animali in cattività, in seguito a una dieta più pulita e all'impiego di antibiotici. Questo venne verificato raccogliendo campioni di muco dalla superficie gengivale esterna della mandibola superiore di due esemplari catturati da poco. Nei campioni di saliva provenienti dalle bocche di tre esemplari selvatici i ricercatori dell'Università del Texas riscontrarono la presenza di 57 tipi diversi di batteri, tra cui Pasteurella multocida. Fredeking notò la rapida crescita di questi batteri: «Normalmente le colonie di P. multocida impiegano circa tre giorni per ricoprire una piastra Petri; le nostre impiegavano otto ore. Rimanemmo molto sorpresi da quanto potevano essere virulenti questi batteri». Questo studio riuscì a spiegare perché nelle prede le ferite inflitte dai draghi di Komodo erano spesso collegate a sepsi e a infezioni successive. Come il drago di Komodo sia immune a questi batteri virulenti rimane un mistero.
Alla fine del 2005 alcuni ricercatori dell'Università di Melbourne scoprirono che i varani giganti (Varanus giganteus), così come altri varani e agamidi, possono essere velenosi. I ricercatori dimostrarono che il morso di queste lucertole causa un lieve avvelenamento. Essi osservarono attentamente le dita di persone morse da varani vari (V. varius), draghi di Komodo e varani arboricoli maculati (V. scalaris), rendendosi conto che l'effetto di tali morsi era simile in tutti i casi osservati: rapido gonfiore entro pochi minuti, interruzione localizzata della coagulazione del sangue e dolore lancinante esteso fino al gomito che può protrarsi per alcune ore.
Nel 2009 gli stessi ricercatori pubblicarono ulteriori prove, dimostrando che il drago di Komodo possiede un morso velenoso. La risonanza magnetica effettuata su un cranio preservato mostrò la presenza di due ghiandole velenifere nella mascella inferiore. Essi estrassero una di queste ghiandole da un esemplare in fin di vita dei Giardini Zoologici di Singapore e scoprirono che secerneva un veleno contenente vari tipi diversi di proteine tossiche. Tra le funzioni note di queste proteine vi sono inibizione della coagulazione, abbassamento della pressione sanguigna, paralisi muscolare e induzione all'ipotermia; nelle prede avvelenate questi fattori portano shock e perdita di coscienza. Dopo la pubblicazione di questa scoperta, la precedente teoria che considerava i batteri responsabili della morte delle vittime dei morsi dei draghi di Komodo è stata messa in discussione.
Kurt Schwenk, un biologo evoluzionista dell'Università del Connecticut, trova intrigante la scoperta di queste ghiandole, ma ritiene che la maggior parte delle prove portate a favore della teoria che vorrebbe il drago di Komodo un animale velenoso sia «senza senso, irrilevante, incorretta o falsamente fuorviante». Anche se questa lucertola avesse proteine velenose nella sua bocca, sostiene Schwenk, potrebbe usarle per scopi diversi; lo studioso dubita inoltre che il veleno sia necessario a spiegare gli effetti dei morsi di un drago di Komodo, sostenendo che questi ultimi siano principalmente shock e perdita di sangue.

### Riproduzione
Tra i draghi di Komodo l'accoppiamento avviene tra maggio e agosto e la deposizione delle uova in settembre. Durante questo periodo, i maschi combattono per le femmine e il territorio aggrappandosi l'uno all'altro stando eretti sulle zampe posteriori e cercando di abbattere a terra l'avversario. Prima di combattere i maschi possono vomitare o defecare. Dopo la lotta i vincitori annusano le femmine con la lingua per ottenere informazioni sulla loro recettività. Le femmine, però, si mostrano antagoniste e nelle prime fasi del corteggiamento cercano di resistere ai maschi con gli artigli e con i denti. Tuttavia, alla fine il maschio riesce a immobilizzare la femmina durante il coito per evitare di essere ferito. Talvolta i maschi, durante il corteggiamento, strofinano il loro mento sulle femmine, grattano loro la schiena o le leccano. La copula avviene quando il maschio inserisce uno dei suoi emipeni nella cloaca della femmina. I draghi di Komodo possono essere monogami e talvolta costituiscono «coppie fisse», abitudine piuttosto rara tra le lucertole.

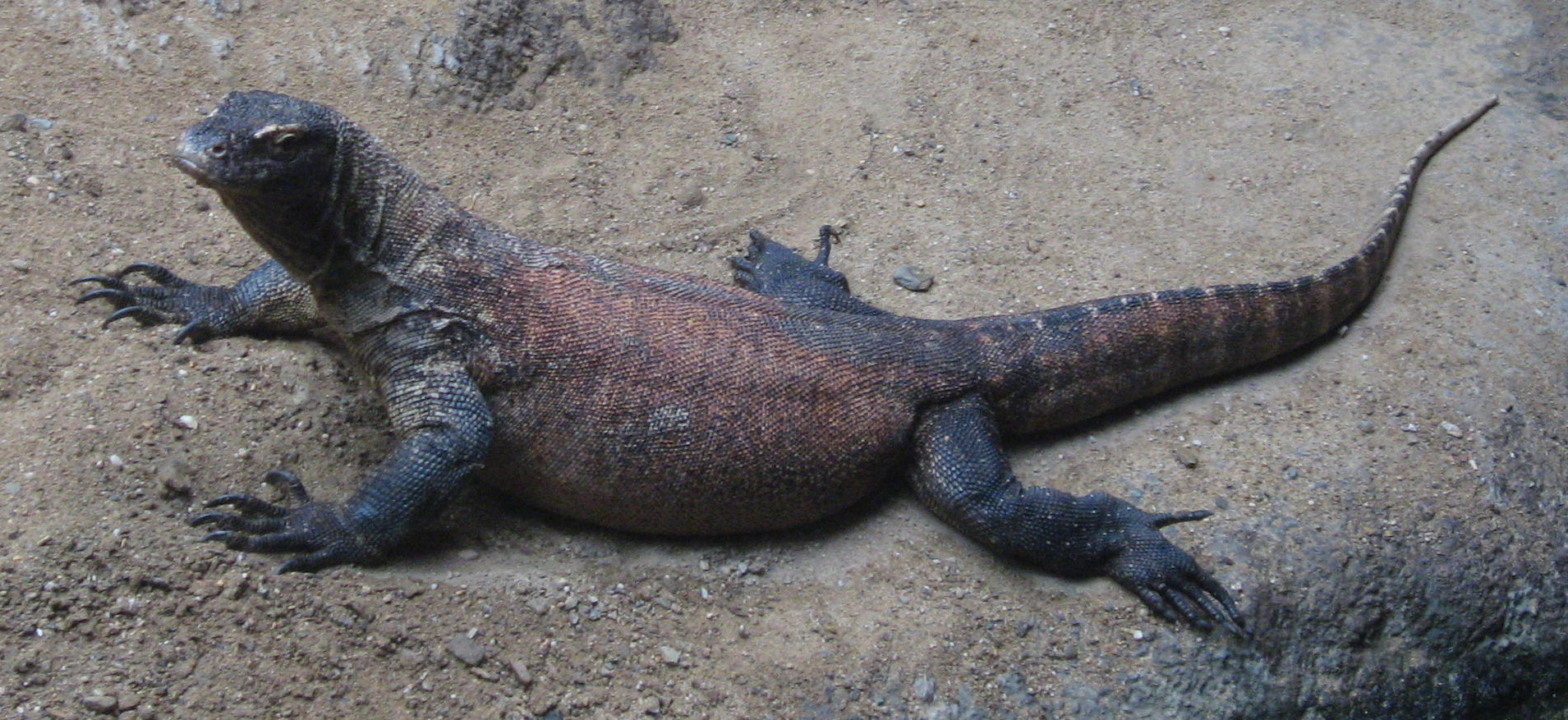
Un drago di Komodo; sono ben visibili la lunga coda e gli artigli.

La femmina depone le sue uova in gallerie costruite lungo i fianchi di una collina o in cupole di decomposizione abbandonate di megapodio piediarancio (un uccello galliforme), con una predilezione per questi ultimi. Ogni covata è composta in media da 20 uova che necessitano di 7-8 mesi di incubazione. La schiusa è un processo davvero spossante per i piccoli, che devono rompere il guscio dell'uovo con un dente che cadrà di lì a poco. Dopo essere usciti dall'uovo spesso rimangono nel guscio per qualche ora prima di iniziare a scavare il condotto che li conduce fuori dal nido. A questa età sono quasi del tutto privi di difese e molti vengono divorati dai predatori.
I giovani esemplari di drago di Komodo trascorrono gran parte dei primi anni di vita sugli alberi, dove sono relativamente al sicuro dai predatori, compresi gli adulti della loro specie, il cui 10% della dieta è costituito proprio da giovani draghi. Secondo David Attenborough, le abitudini cannibali sono molto vantaggiose per i grossi esemplari adulti, dato che sulle isole in cui vivono le prede di medie dimensioni sono molto rare. Quando un giovane drago si avvicina ad una carcassa, si rotola nel materiale fecale e rimane tra gli intestini della preda sventrata per scoraggiare gli adulti affamati. I draghi di Komodo impiegano dai tre ai cinque anni per raggiungere l'età adulta e possono vivere fino a 50 anni.

### Partenogenesi

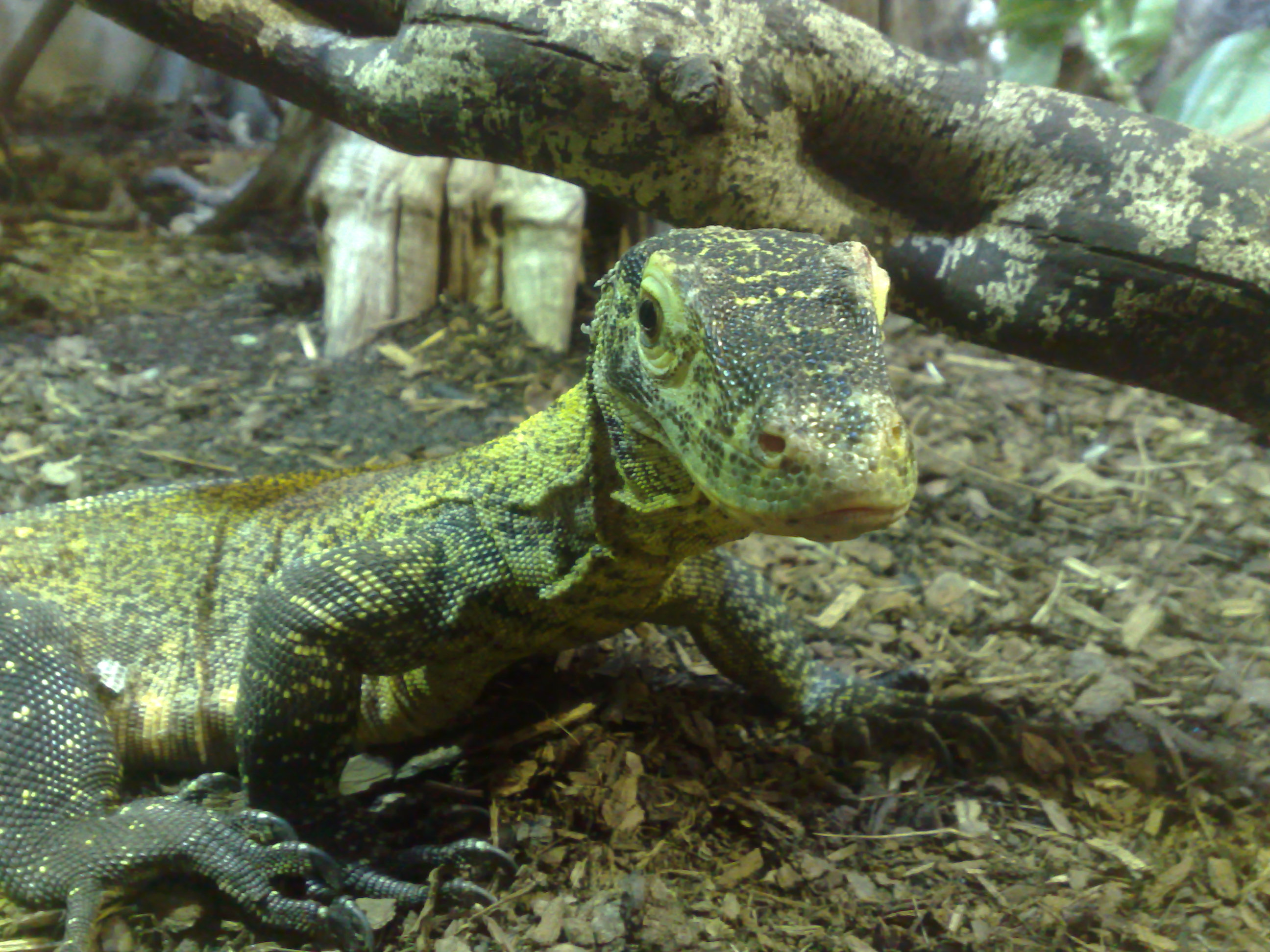
Un piccolo drago di Komodo partenogenetico allo Zoo di Chester (Inghilterra)

Allo Zoo di Londra, verso la fine del 2005, una femmina di drago di Komodo chiamata Sungai depose una covata di uova pur essendo stata separata dal suo compagno per più di due anni. Inizialmente gli studiosi ipotizzarono che fosse riuscita in qualche modo a immagazzinare lo sperma ricevuto dai suoi primi incontri con il maschio, attraverso un adattamento noto come superfecondazione. Il 20 dicembre 2006 anche Flora, una femmina dello Zoo di Chester (Inghilterra), depose 11 uova non fecondate; 7 di queste, contenenti solo maschi, riuscirono a schiudersi. Gli scienziati dell'Università di Liverpool effettuarono analisi genetiche su tre di queste uova, che si afflosciarono poco dopo essere rimosse dall'incubatrice, e verificarono che Flora non era mai entrata in contatto fisico con un drago maschio. Dopo aver scoperto la strana situazione delle uova di Flora, le analisi dimostrarono che anche quelle di Sungai erano state prodotte senza fecondazione. Il 31 gennaio 2008 il Sedgwick County Zoo di Wichita (Kansas) divenne il primo zoo americano a documentare la partenogenesi nei draghi di Komodo. Nello zoo vi erano due femmine adulte; una di queste depose circa 17 uova tra il 19 e il 20 maggio del 2007. Per problemi di spazio ne vennero incubate solo due, che si schiusero il 31 gennaio e il 1º febbraio del 2008. Entrambi i piccoli erano maschi.
Al contrario del sistema XY dei mammiferi, i draghi di Komodo presentano il sistema di determinazione del sesso cromosomico ZW. La progenie maschile prova che le uova non fecondate di Flora erano inizialmente cellule aploidi (n) che, in seguito a suddivisione, divennero diploidi (2n; essendo state fecondate da un corpo polare o da una duplicazione cromosomica senza divisione cellulare), piuttosto che cellule diploidi prodotte nelle sue ovaie tramite divisione meiotica. Quando una femmina di drago di Komodo (con cromosomi sessuali ZW) si riproduce in questo modo, provvede alla progenie con un solo cromosoma delle sue coppie di cromosomi, compreso solo uno dei suoi due cromosomi sessuali. Questo singolo set di cromosomi viene duplicato nell'uovo, che si sviluppa partenogeneticamente. Le uova che hanno ricevuto un cromosoma Z divengono ZZ (dando vita a un maschio); quelle che hanno ricevuto un cromosoma W divengono WW, ma interrompono lo sviluppo.
È stato ipotizzato che questo adattamento riproduttivo permetta a una singola femmina di occupare una nicchia ecologica isolata (come un'isola) e di produrre nidiate di maschi per partenogenesi, sì da costituire una popolazione riproduttiva (attraverso l'accoppiamento con i propri figli, dal quale possono nascere sia maschi che femmine). Un elevato tasso di inincrocio è però dannoso perché a lungo andare si abbassa la variabilità genetica, con conseguente aumento della vulnerabilità fisica e immunitaria, per questo la strategia risulta vantaggiosa solo in particolari casi come quello citato.

## Storia

### Scoperta da parte degli occidentali

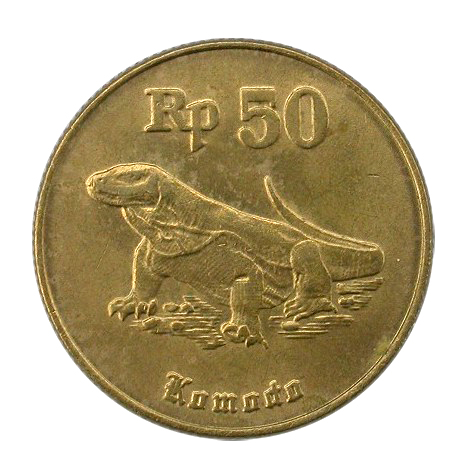
Moneta indonesiana raffigurante un drago di Komodo

La presenza del drago di Komodo venne documentata per la prima volta dagli europei nel 1910, quando voci riguardanti l'esistenza di un «coccodrillo di terra» raggiunsero il tenente van Steyn van Hensbroek dell'amministrazione coloniale olandese. La specie raggiunse una grande notorietà dopo il 1912, quando Peter Owens, direttore del Museo Zoologico di Bogor, a Giava, pubblicò uno studio su di essa dopo averne ricevuto una foto e una pelle dal tenente, nonché altri due esemplari da un collezionista. In seguito, il drago di Komodo fu il principale oggetto di studio di una spedizione a Komodo condotta da W. Douglas Burden nel 1926. Dopo esser ritornata con 12 esemplari morti e 2 draghi vivi, la spedizione ispirò il film del 1933 King Kong. Fu lo stesso Burden a coniare il nome comune «drago di Komodo». Tre degli esemplari vennero imbalsamati e sono ancora in mostra al Museo Americano di Storia Naturale.

### Studi

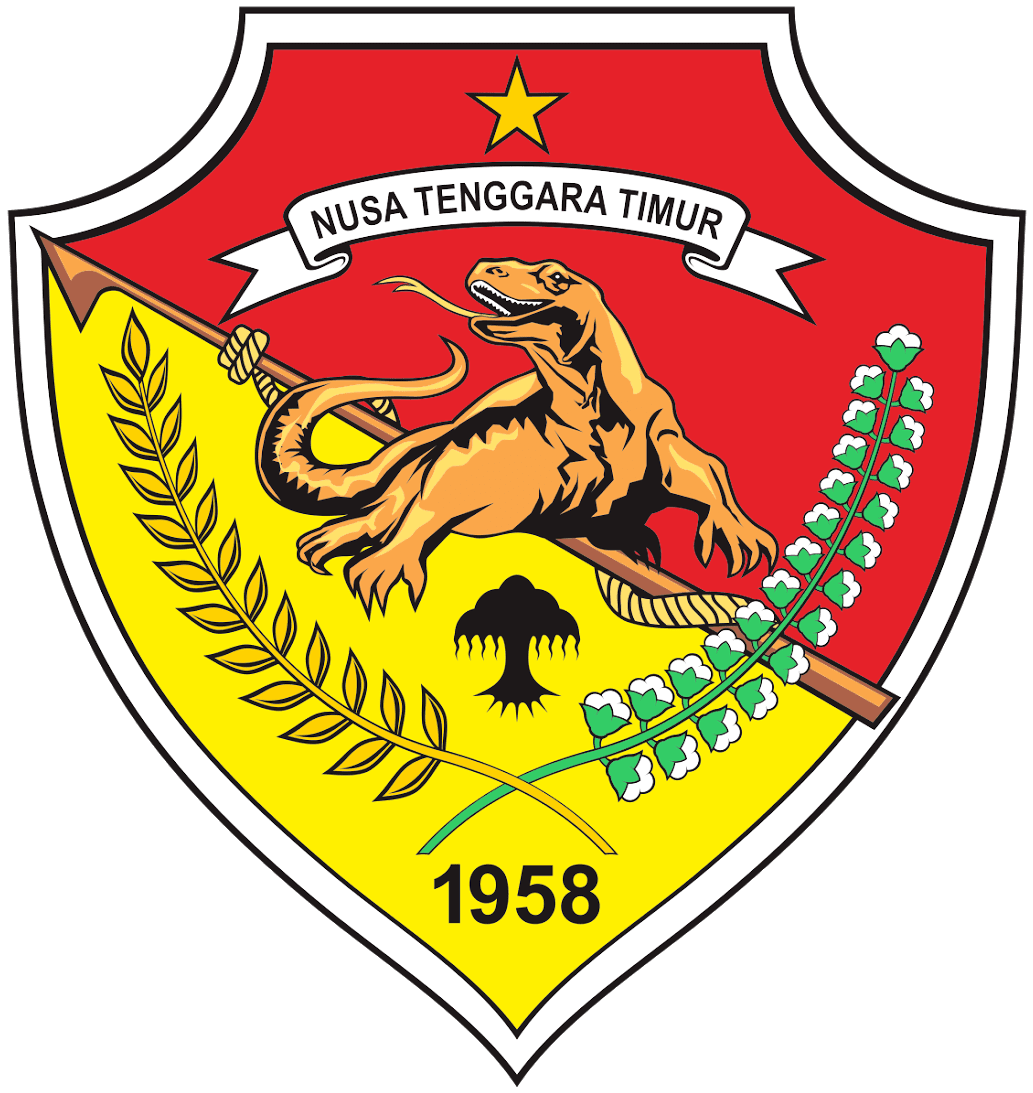
Il drago di Komodo compare nell'emblema della provincia del Nusa Tenggara Orientale

Gli olandesi, rendendosi conto del numero limitato di draghi di Komodo, ne vietarono la caccia e ridussero pesantemente le catture a scopi scientifici. Le spedizioni di cattura si interruppero con la seconda guerra mondiale e non ripresero che negli anni '50 e '60, durante le quali gli studiosi esaminarono il comportamento predatorio della specie e le sue strategie riproduttive e di termoregolazione. Fu proprio in quegli anni che venne intrapreso uno studio a lungo termine del drago di Komodo. Esso venne condotto dalla famiglia Auffenberg, che trascorse 11 mesi a Komodo nel 1969. Nel corso della permanenza Walter Auffenberg e il suo assistente Putra Sastrawan catturarono e marcarono più di 50 draghi. Le ricerche degli Auffenberg fornirono nozioni utili anche per l'allevamento in cattività della specie. Dopo gli Auffenberg molti altri biologi, come Claudio Ciofi, hanno continuato a studiare la specie, facendo sempre più luce sulle caratteristiche di questa straordinaria creatura.

## Conservazione

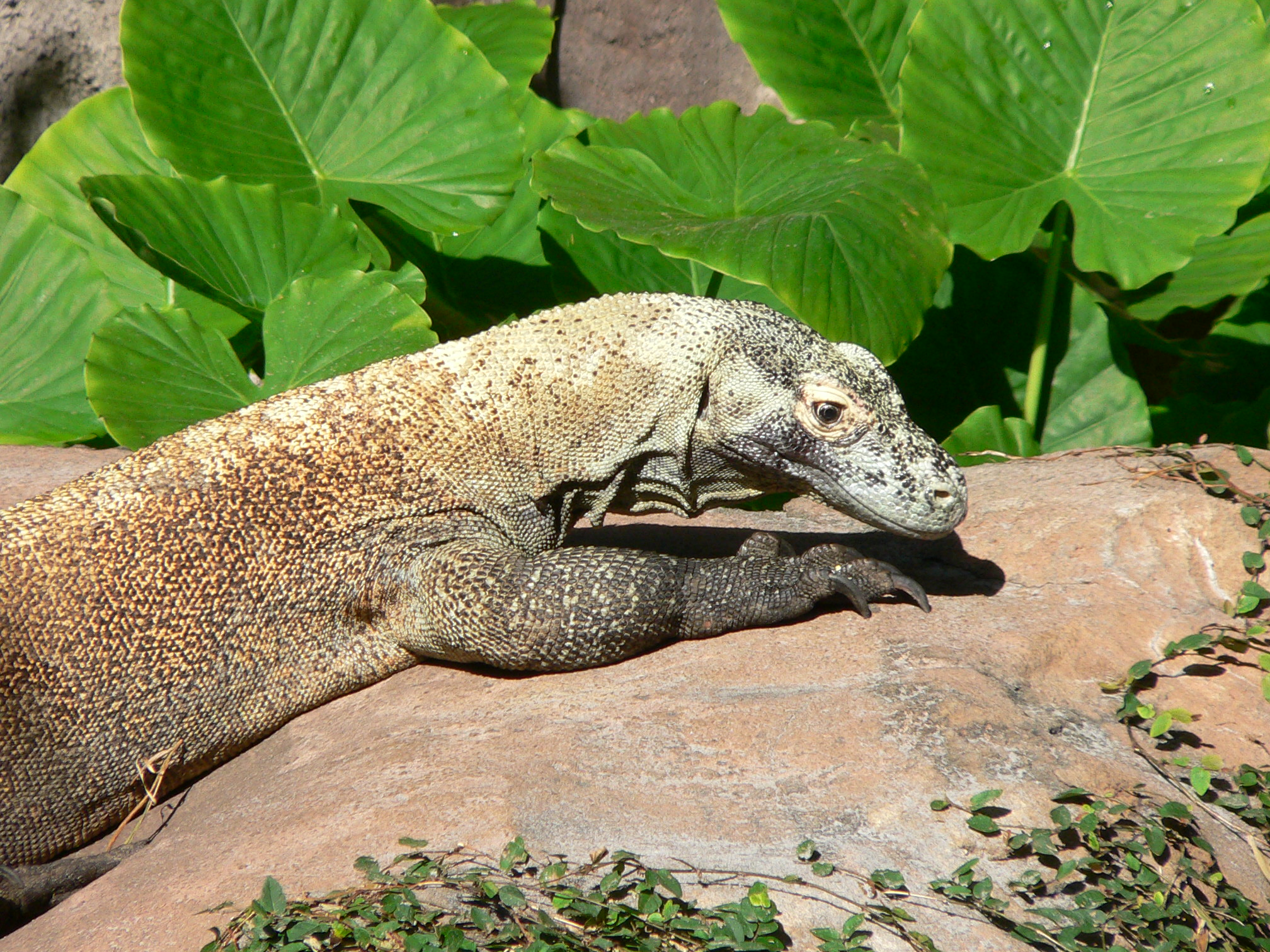
Un drago di Komodo fotografato al Disney's Animal Kingdom

Il drago di Komodo è una specie in pericolo ed è inserito nella Lista rossa IUCN. In natura ve ne sono circa 1000-2000 esemplari, relegati sulle isole di Gili Motang (100), Gili Dasami (100), Rinca (1300), Komodo (1700) e Flores (forse 2000). Tuttavia, la specie è considerata ugualmente a rischio, dal momento che le femmine in grado di riprodursi sono solo 350. Per salvaguardare il drago nel 1980 venne istituito il Parco nazionale di Komodo, comprendente, oltre l'isola omonima, anche Rinca e Padar. Successivamente, a Flores sono state istituite le riserve di Wae Wuul e Wolo Tado.
Il drago di Komodo tende a evitare gli incontri con l'uomo. Gli esemplari giovani sono molto timidi e fuggono rapidamente verso i loro ripari non appena una persona si avvicini a meno di 100 m di distanza. Quelli più vecchi, però, si lasciano avvicinare un po' di più. Se messi con le spalle al muro, divengono molto aggressivi, spalancano la bocca, sibilano e frustano il terreno con la coda. Nel caso l'aggressore non si allontani, il drago può attaccare e mordere. Nonostante esistano vari resoconti di draghi di Komodo che avrebbero assalito o divorato esseri umani senza essere stati provocati, la maggior parte di questi racconti è di pura fantasia o tutt'al più riguarda esemplari che hanno aggredito per difendersi. Sono rarissimi i casi di attacchi da parte di draghi non provocati, esemplari che avevano perso la naturale paura nei confronti dell'uomo.
L'attività vulcanica, i terremoti, la deforestazione, gli incendi, la diminuzione delle prede, il turismo e il bracconaggio rendono vulnerabili le condizioni del drago di Komodo. L'Appendice I della CITES (la Convenzione sul commercio internazionale delle specie minacciate di estinzione) vieta il commercio di pelli o esemplari vivi di questa specie.
La popolazione di draghi che un tempo viveva su Padar è ormai scomparsa dal 1975. Si ritiene che la loro scomparsa dall'isola sia dovuta al declino dei grossi ungulati, causato a sua volta dal bracconaggio.

### In cattività

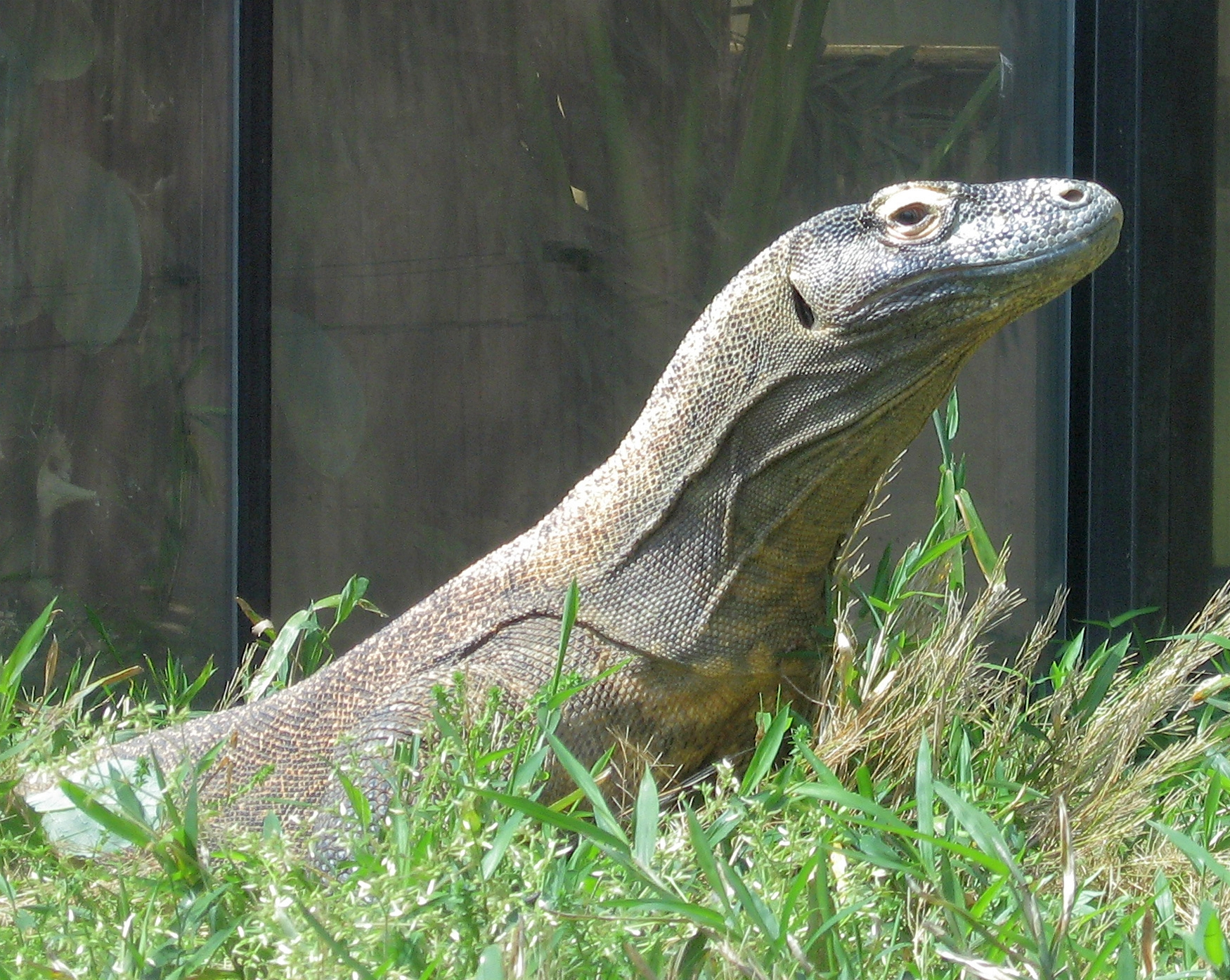
Un drago di Komodo allo Smithsonian National Zoological Park. Malgrado le cavità auricolari ben visibili, i draghi di Komodo non odono molto bene.

Per le loro dimensioni e la loro reputazione i draghi di Komodo costituiscono, ormai da molti anni, una delle principali attrazioni dei grandi zoo. Sono, tuttavia, ospiti piuttosto rari, poiché se catturati in natura sono suscettibili a infezioni e disturbi parassitari; inoltre non si riproducono facilmente. Nel maggio del 2009 solo 13 strutture europee, 2 africane, 35 nordamericane, 1 asiatica (a Singapore) e 2 australiane ospitavano draghi di Komodo.
Il primo varano di Komodo venne esibito al pubblico nel 1934 allo Smithsonian National Zoological Park, ma sopravvisse solo due anni. Vennero compiuti nuovi tentativi con altri esemplari, anch'essi morti dopo poco tempo, in media cinque anni. Finalmente, gli studi condotti da Walter Auffenberg, documentati nel suo libro The Behavioral Ecology of the Komodo Monitor, permisero una migliore gestione in cattività di questa specie, consentendone anche la riproduzione.
In cattività è stata osservata tutta una serie di diversi comportamenti. Quasi tutti gli esemplari divengono mansueti dopo un breve periodo di tempo e sono in grado di riconoscere le persone e di discriminare tra quelle familiari e non. Sono stati inoltre visti giocare con svariati oggetti, come badili, lattine, anelli di plastica e scarpe. Questo comportamento non sembra essere dovuto ad «attività predatorie connesse al cibo».

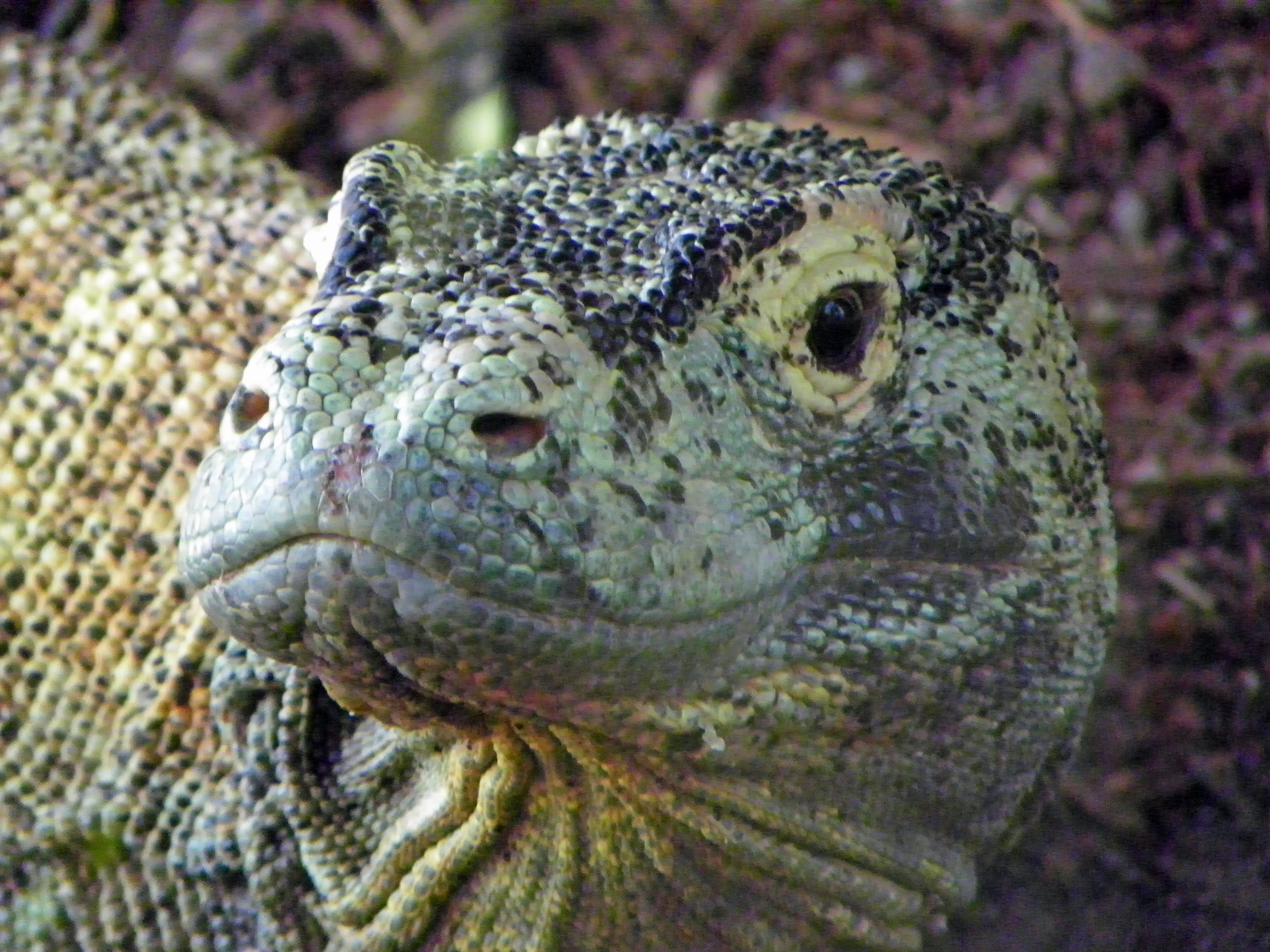
Drago di Komodo allo Zoo di San Diego

Perfino esemplari apparentemente docili possono quindi divenire improvvisamente aggressivi, soprattutto nei confronti di estranei che abbiano invaso il loro territorio. Nel giugno del 2001 Phil Bronstein — redattore esecutivo del San Francisco Chronicle — venne gravemente ferito quando, invitato dal custode, entrò nel recinto di un drago di Komodo allo Zoo di Los Angeles. Bronstein, scalzo perché il custode gli aveva suggerito di togliersi le scarpe bianche, che avrebbero potuto suscitare l'interesse del rettile, venne morso a un piede. Sebbene fosse riuscito a fuggire, l'attacco gli lacerò vari tendini, che dovettero essere riattaccati chirurgicamente.